# Nancy Peña
Nancy Peña (Toulouse, 1979. augusztus 13. –) francia képregényalkotó.

## Élete
Nancy Peña különösen a tizenkilencedik századi francia irodalom iránt érdeklődött gyermekként. Henry James és Jules Verne is befolyásolták. Alkalmazott művészetet tanult és művészeti tanár lett.
2003-tól Besançonban él.

## Könyvek
- La montagne en marche. Pieds sous Terre, Frontignan 2006, ISBN 978-2-910431-93-8.
- Au point de devant. Boîte à bulles, Antony 2006, ISBN 978-2-84953-021-4.
- Au point d'entre-deux. Boîte à bulles, Antony 2007, ISBN 978-2-84953-051-1.
- Tea party. Dibbuks, Madrid 2009, ISBN 978-84-936880-3-5.
- Nancy Peña. Édition Charrette, Libourne 2012, ISBN 978-2-91547807-5.
- Madame: L’année du chat. Boîte à bulles, Saint-Avertin 2015, ISBN 978-2-84953-254-6.